# 森本美由紀
森本 美由紀（もりもと みゆき、1959年 - 2013年10月10日）は、日本のイラストレーター。

## 経歴・人物
岡山県津山市出身。家族は父母と2歳下の弟。父は大手メーカーのサラリーマン。幼い頃から絵を描くことが好きだった。
岡山県立津山高等学校卒業。内心では美大進学を希望していたが一般大学を受験するも失敗。両親の理解を得て上京し、美大受験のため予備校に通うも入学には至らなかった。
1979年5月にセツ・モードセミナーに入学し、ファッションイラストレーターとして活動していた長沢節に師事。在学中の20歳でイラストレーターとしてデビュー。以後、フリーランスのイラストレーターとして活動。ファッションスタイル画や、漫画、各種の記事やジュニア小説に挿絵も描いた。
1980年代から2000年代に至るまで、雑誌『mcシスター』『オリーブ』『an・an』『25ans（ヴァンサンカン）』『ヴォーグ・ジャパン』等に高いファッションセンスと優れたデザイン力でスタイリッシュなイラストレーションを提供したことで知られる。1990年代にはピチカート・ファイブやカヒミ・カリィら「渋谷系」と呼ばれたミュージシャンを中心に、CDジャケットやツアーパンフレットのデザインを多数手がけている。
1980年代の作品はペン画が中心でカラフルな色彩で描かれた60年代アメリカ風、80年代終わりごろに『ヴォーグ』のスタイル画家に影響を受けた筆と墨による表現に移行し、スタイル画を追求し続けた。また森本の走り書きから生まれた、自身の分身的キャラクター「タマちゃん」は、漫画作品としても登場した。
下北沢を愛し長く暮らしたが、2007年に実家のある岡山県津山市にアトリエを移す。
2013年10月、肝癌のため死去。54歳没。
2014年10月、友人有志により神宮前にて「森本美由紀 回顧展」開催。「森本美由紀 作品保存会」が結成され、以後の著作権窓口となる。
2015年7月、文京区・弥生美術館にて約30年の画業を振り返る「ファッション・イラストレーター 森本美由紀展」が開催された。2016年2月、岡山県立美術館での開催以後、原画は同館の寄託作品となっている。
2023年4月から６月、文京区・弥生美術館にて没後10年「伝説のファッション・イラストレーター森本美由紀展」を開催。

## 作品

### 作品集・関連書籍
- システム・デ・ラ・モード（作品集、ブルースインターアクションズ、2000年12月）
- ルック・オブ・ラヴ（作品集、スペースシャワーネットワーク、2000年12月）
- 森本美由紀 ファッションイラストレーションの描き方―線画をスタイリッシュに描くために（誠文堂新光社、2010年5月）
- タマちゃん the Onion: もうひとりの森本美由紀 （漫画・未収録イラスト作品集、森本美由紀作品保存会/編、河出書房新社、2015年6月）
- 森本美由紀 : 女の子の憧れを描いたファッションイラストレーター （内田静枝/編・著、河出書房新社、2015年6月）

### 広告
- 小田急百貨店
- 松屋銀座
- 映画『波の数だけ抱きしめて』

### 音楽関連
- 竹内まりや『本気でオンリーユー』（イーストウエスト・ジャパン、1994年9月23日)
- インスタントシトロン『CHANGE THIS WORLD』（東芝EMI、1995年10月25日）
- 越路吹雪トリビュート・アルバム『拝啓 越路吹雪様』（EMIミュージック・ジャパン、1996年11月7日）
- ピチカート・ファイヴ『JPN〜Big Hits and Jet Lags 1994-1997』（日本コロムビア、1997年12月10日）
- カヒミ・カリィ
- 篠原涼子
- 矢野顕子 ツアーパンフレット
- NICKEY（NICKEY & THE WARRIORS）『Tout Tentraine～all time best 33』（SOLID RECORDS、2019年11月20日）

### 小説挿絵
- 春休みの眠り姫（井出千昌/著、講談社X文庫ティーンズハート、1988年6月）
- パパリカちゃん （井出千昌/著、徳間文庫―パステルシリーズ、1990年8月）

### 寄稿
- 大人への出発 薬師丸ひろ子 グラフィティ （『週刊平凡』1983年4月号、平凡出版株式会社）
- アガサ・クリスティー生誕百年記念増大号 クリスティー・ア・ラ・カルト <イラストレーション / クリスティーの探偵たち>  （『ミステリマガジン』1990年10月号、早川書房）
- speech balloon "olive"（杉浦さやか、落合恵 との共著） （特集：オリーブが教えてくれたもの 『フリースタイル : talking pop-culture magazine』第4号 2006年、フリースタイル）

## 評伝など
- 「ファッションコンサルティング 髪を切って中年好みからイメチェン」：『週刊平凡』1984年6月号、(マガジンハウス）
- 「デザインの現場：森本美由紀―モードな感覚を墨で描く」（中島優子/著）：『美術手帖』1997年3月号（美術出版社）
- 「art news exhibition 森本美由紀という時代: 女の子のおしゃれを描きつづけて」（福田里香/著）：『芸術新潮』2015年9月号（新潮社）